# Ticholeptus
Genre
Ticholeptus est un genre fossile d’herbivores terrestres de la famille des Merycoidodontidae, endémiques en Amérique du Nord au Miocène, entre −20 millions d’années et −13 millions d’années.

## Description
Animal ongulé ressemblant à un tapir.

## Occurrence
Au total, environ 40 spécimens fossiles ont été découverts dans l'ouest des États-Unis et au Canada.

## Liste d'espèces
Selon Paleobiology Database (15 novembre 2020) :
- †Ticholeptus calimontanus
- †Ticholeptus hypsodus
- †Ticholeptus obliquidens
- †Ticholeptus rileyi
- †Ticholeptus tooheyi
- †Ticholeptus zygomaticus
- † Ticholeptus petersoni a été renommé Hypsiops breviceps